# Fastelavnsløjer hos Mogensen i "Napoli"
|  | Denne artikel er oprettet af botten Steenthbot ud fra en ekstern database. Den kan derfor have sproglige fejl eller mangler. Denne skabelon kan fjernes efter kontrol af indholdet. |

Fastelavnsløjer hos Mogensen i "Napoli" er en dansk dokumentarisk optagelse fra 1907 foretaget af Peter Elfelt.

## Handling
Fastelavnsoptog med masser af udklædte børn - i snevejr.